# تمويل
التمويل هو عملية توفير الموارد لتمويل احتياج أو برنامج أو مشروع. يغلب أن يُعنى به المال، لكنه قد يكون بشكل جهد أو وقتٍ من منظمة أو شركة. ومن أشكال التمويل: ائتمان مصرفي ورأس المال المخاطر والتبرع والدعم الحكومي والضرائب والهبات.
يُستخدم هذا المصطلح عادةً عندما تعتمد الشركة على احتياطاتها الداخلية لتلبية احتياجاتها من السيولة النقدية، بينما يُستخدم مصطلح التمويل أو التدبير المالي عندما تحصل الشركة على رأس المال من مصادر خارجية.
تشمل مصادر التمويل الائتمان، ورأس المال الاستثماري/المخاطر، والتبرعات، والمنح، والمدخرات، والإعانات،
والضرائب. وتُوصف طرق التمويل، مثل التبرعات والإعانات والمنح التي لا تتطلب عائدًا مباشرًا على الاستثمار، بأنها "تمويل ميسّر" أو "تمويل مرن" أو تمويل جماعي. أما التمويل الذي تُبادل فيه حصص الملكية (تبادل ملكية الأسهم) في الشركة مقابل استثمارات رأسمالية عبر منصات التمويل الإلكتروني، وفقًا "لقانون تحفيز الشركات الناشئة (JOBS Act of
2012) في الولايات المتحدة، فيُعرف باسم "التمويل الجماعي القائم على الأسهم".
يمكن تخصيص الأموال إما لأغراض قصيرة الأجل أو طويلة الأجل.

## الاقتصاد

تدفق الأموال من المقرض إلى المقترض

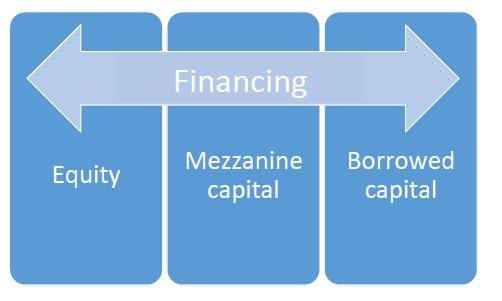
أنواع التمويل

في علم الاقتصاد، يضخّ المقروضون الأموال في السوق على شكل رأس مال، ويحصل عليه المقترضون بصورة قروض. هناك طريقتان يمكن من خلالهما وصول رأس المال إلى المقترض: يمكن للمُقرض إقراض رأس المال إلى وسيط مالي مقابل فائدة. ثم يعيد هؤلاء الوسطاء الماليون بعد ذلك استثمار الأموال بمعدل فائدة أعلى. وتُعرف عملية استخدام الوسطاء الماليين لتمويل العمليات باسم التمويل غير المباشر. كما يمكن للمُقرض أيضًا اللجوء إلى الأسواق المالية لإقراض الأموال مباشرة إلى المقترض. تُعرف هذه الطريقة باسم التمويل المباشر

## الغرض من التمويل

### تمويل الأبحاث
ويُقصد به التمويل المخصص للأغراض البحثية، ويستخدم غالبًا لتمويل أبحاث التكنولوجيا أو العلوم الاجتماعية. تُخصّص هذه الأموال عادةً على أساس المشروع أو القسم أو المعهد، وذلك وفقًا لنطاق البحث أو المشروع. يمكن تقسيم تمويل الأبحاث إلى تمويل تجاري وغير تجاري. حيث توفر أقسام البحث والتطوير في الشركات التمويل للأبحاث التجارية عادةً، في حين تحصل المؤسسات على التمويل غير التجاري من المؤسسات الخيرية أو مجالس البحوث أو الهيئات الحكومية. وعادة ما تخضع المنظمات التي تحتاج إلى هذا النوع من التمويل لعمليات اختيار تنافسية، وتُختار المشاريع التي تتمتع بأعلى إمكانيات للنجاح فقط. يُعد التمويل عنصرًا أساسيًا لضمان استدامة بعض المشاريع البحثية.

### إطلاق عمل تجاري
يسعى رواد الأعمال الذين لديهم فكرة تجارية إلى جمع جميع الموارد اللازمة، بما في ذلك رأس المال، للدخول إلى السوق. يُعد التمويل جزءًا أساسيًا من هذه العملية، حيث تتطلب بعض المشاريع التجارية مبالغ كبيرة من رأس المال الأولي، وهو ما قد لا يكون متاحًا للأفراد. وتُعد هذه الأموال ضرورية لبدء الفكرة التجارية، وبدونها لن يتمكن رواد الأعمال من تنفيذ أفكارهم في عالم الأعمال.

### الاستخدام في الاستثمار
تجمع شركاتُ إدارة الصناديق أموالًا من العديد من المستثمرين وتستخدمها لشراء سندات الضمان. يدير هذه الصناديق مدراء استثمار محترفون، ما قد يساعد في تحقيق عوائد أعلى مع تقليل المخاطر من خلال تنويع الأصول. يمكن أن يتراوح حجم هذه الصناديق من بضعة ملايين إلى عدة مليارات. والهدف الأساسي من هذه الأنشطة التمويلية هو تحقيق الأرباح للأفراد أو المؤسسات.

## أنواع التمويل

### التمويل الشخصي
يتضمن التمويل الشخصي استخدام الموارد المالية الشخصية لتمويل مبادرة/مشروع معين. وقد يشمل ذلك المدخرات أو القروض الشخصية أو الأموال المقدمة من الأصدقاء والعائلة. يُعد هذا النوع من التمويل شائعًا في المراحل الأولى من إنشاء مشروع أو شركة، عندما تكون مصادر التمويل الأخرى غير متاحة.

### تمويل الشركات
يشير تمويل المؤسسات إلى الأموال التي تقدمها الشركات، وغالبًا ما تكون بشكل استثمارات أو قروض. قد تقدم الشركات التمويل لمؤسسات وشركات أخرى، خاصة في القطاعات التي تحقق لها فوائد استراتيجية.

### التمويل الحكومي
يتوفّر التمويل الحكومي من الحكومات المحلية أو حكومات الولايات أو الحكومات الفيدرالية لدعم مشاريع أو أنشطة محددة. ويمكن أن يكون هذا التمويل على شكل منح أو إعانات أو قروض. وغالبًا ما يهدف التمويل الحكومي إلى تعزيز السياسات العامة أو دعم النمو الاقتصادي والتنمية.

### المستثمر الملاك
المستثمرون الملاك هم أفراد أثرياء يقدمون رأس المال لتمويل الشركات الناشئة والصغيرة، وعادةً ما يكون ذلك مقابل دين قابل للتحويل أو حصص/أسهم ملكية في الشركة. وغالبًا ما يكون هؤلاء المستثمرون من أصدقاء أو أفراد عائلة رائد الأعمال. وقد يكون التمويل الذي يقدمونه استثمارًا لمرة واحدة لمساعدة الشركة على الانطلاق، أو دعمًا مستمرًا لمساندتها خلال المراحل الأولى الصعبة.

### رأس المال الجريء
رأس المال الجريء أو المخاطر هو نوع من أنواع أسهم الملكية الخاصة وأحد أشكال التمويل الذي تقدمه الشركات أو الصناديق الاستثمارية للشركات الناشئة والصغيرة في مراحلها الأولى والتي تتمتع بإمكانات نمو عالية أو التي أظهرت معدلات نمو مرتفعة. وعادةً ما يُقدّم رأس المال الاستثماري/المخاطر مقابل الحصول على حصص/أسهم ملكية في الشركة.

### المنح
المنح هي أموال تُقدَّم من طرف إلى آخر، وغالبًا ما تكون مقدمة من جهة حكومية أو شركة أو مؤسسة أو صندوق ائتماني، إلى مستفيد ما مثل منظمة غير ربحية أو مؤسسة تعليمية أو شركة أو فرد. وعلى عكس القروض، لا تحتاج المنح إلى السداد.

### القروض
القروض هي مبالغ مالية يتم اقتراضها مع التزام بسدادها مع الفائدة في وقت لاحق. يمكن الحصول على القروض من البنوك أو الاتحادات الائتمانية أو المؤسسات المالية الأخرى. تُعد القروض من أكثر أشكال التمويل شيوعًا للشركات والأفراد والحكومات.

### التمويل عبر الأسهم
التمويل من خلال أسهم رأس المال هو عملية زيادة رأس المال من خلال بيع أسهم في المؤسسة. وهو في الأساس بيع حصة مُلكية في الشركة مقابل الحصول على تمويل لأغراض تجارية. يَستخدم هذا النوع من التمويل عادةً الشركاتُ الناشئةُ والشركات التي تشهد نموًا سريعًا لزيادة رأس المال.

### التمويل عبر الديون
ينطوي التمويل عبر الديون على اقتراض أموال يجب سدادها لاحقًا، بالإضافة إلى الفائدة. تشمل الأشكال الشائعة لهذا النوع من التمويل: القروض المصرفية التقليدية، والقروض الشخصية، والسندات، وخطوط الائتمان. يتميز هذا النوع من التمويل بأنه لا يتطلب التنازل عن ملكية الشركة.

### الضمانات
تتمثل إحدى أشكال الضمانات في إنشاء التزام مشروط بالدفع، بحيث يلتزم الضامن بسداد أصل الدين في حال فشل المدين الأصلي في السداد. وعند تفعيل هذا الالتزام بالدفع، يصبح الضامن فعليًا ممولًا للدين.

## ضمان القروض
يجوز لشركة أو فرد ضمان قرض للحصول على رأس المال. في كثير من الأحيان يجب على المقترضين استخدام قرض بضمان أضافي حيث تُرهن الأصول كضمان. إذا تخلف المقترض عن السداد، فإن ملكية الضمان الإضافي تعود إلى المُقرِض. يمكن استخدام الأصول الملموسة والأصول غير الملموسة لضمان سداد القروض.  إن استخدام الملكية الفكرية كضمان في المعاملات المالية المدعومة بالملكية الفكرية هو موضوع سلسلة تقارير تصدرها المنظمة العالمية للملكية الفكرية.

## سحب التمويل
يحدث سحب التمويل أو إلغاء التمويل عندما يتوقف التمويل الذي مُنح سابقًا لمنظمة ما، وخاصة عندما يتعلق الأمر بالتمويل الحكومي.
قد يكون سبب إلغاء التمويل خلافٌ أو فشل في تلبية الأهداف المحدّدة. من الأمثلة التي تفسّر سحب التمويل في هذه الحالة قرار الرئيس دونالد ترامب وقف تمويل منظمة الصحة العالمية (WHO) بسبب سوء إدارة جائحة فيروس كورونا.

## طالع المزيد
- مؤسسة (غير ربحية)
- استثمار
  - صندوق الاستثمار
- التمويل الجماعي
- إقراض نظير لنظير
- تمويل البحوث
- تمويل أولي للشركات
- إقراض أصغر
- صندوق الاستثمار المشترك
- تمويل مباشري
- تمويل غير مباشر